# Nikica Maglica
Nikica Maglica (* 26. Januar 1965 in Brčko, SFR Jugoslawien) ist ein ehemaliger kroatischer Fußballspieler und heutiger -trainer.

## Spielerkarriere
Maglica begann seine Karriere 1988 bei Proleter Zrenjanin. Hier spielte er vier Spielzeiten. 1992 erfolgte der Wechsel zum NK Zagreb, wo er aber nur kurze Zeit blieb. So unterschrieb er am 7. Dezember 1992 einen Zweijahresvertrag bei Dynamo Dresden. Hier kam er zuerst nicht zum Einsatz, da der Deutsche Fußball-Bund dem Transfer aufgrund der hohen Verschuldung des Vereins nicht zustimmte. Auch in der Saison 1993/94 kam er nur in der zweiten Saisonhälfte zu 10 Einsätzen in der Bundesliga. Zuvor scheiterte sein Einsatz an der Regel, dass in einer Mannschaft nur drei Ausländer zum Einsatz kommen durften. 1996 wechselte Maglica zum Lokal-Rivalen Dresdner SC, für welchen er bis 2001 spielte. Nach drei Spielzeiten beim OFC Neugersdorf kehrte er 2004 zum Dresdner SC zurück und spielte dort noch ein Jahr bis zu seinem Karriereende als aktiver Fußballer 2005.
Seit Anfang 2012 spielt Maglica ohne Gehalt für den 1. FC Radebeul in der Kreisoberliga Meißen.

## Trainerkarriere
In der Saison 2007/08 wurde Maglica unter Jan Seifert Co-Trainer der zweiten Mannschaft von Dynamo Dresden, zwei Monate später dann unter Matthias Maucksch. Maglica und Maucksch stiegen mit der zweiten Mannschaft in die Oberliga auf und gewannen den Sachsenpokal. Daraufhin wurde Maglica ein Jahr später im Oktober 2009 Co-Trainer der ersten Mannschaft neben Matthias Maucksch. Mit der Ablösung von Maucksch als Cheftrainer durch Ralf Loose am 12. April 2011 wurde auch Maglica beurlaubt.
Im Dezember 2013 übernahm Maglica die erste Männermannschaft des Dynamo-Fußballclubs Meißen. Dieser stand zu diesem Zeitpunkt auf dem letzten Platz der Dresdner Stadtliga C. Im Juli 2016 wechselte er als Trainer zum Meißner SV 08, im Juli 2017 als Co-Trainer zum Radebeuler BC in die sechstklassige Fußball-Sachsenliga. Seit August 2019 trainiert Maglica die erste Mannschaft des  FC Dresden. Ihm gelang 2020 der Aufstieg in die Sparkassenoberliga, Dresdens höchste Spielklasse.

## Privat
Nikica Maglica wohnt in Dresden, ist verheiratet und hat zwei Töchter.